# 프라타미노레
프라타미노레(이탈리아어: Frattaminore)는 이탈리아 캄파니아주 나폴리현에 위치한 코무네다. 나폴리로부터 북쪼긍로 13km 거리에 있다.